# Hans Jæger
Hans Henrik Jæger (Drammen, 2 settembre 1854 – Oslo, 8 febbraio 1910) è stato uno scrittore, politico e filosofo norvegese che faceva parte del gruppo bohémien di Oslo (allora Kristiania) noto come Kristiania-bohemen.
Jæger influenzò l'ambiente intellettuale norvegese negli anni '80 del 1800, trovandosi al centro di un gruppo di studenti e artisti, la Kristiania-bohemen, che si opponeva al pensiero borghese imperante. Nel 1886 fu processato per il suo libro Fra Kristiania-bohêmen, poi condannato a 60 giorni di reclusione e una multa di 80 corone per violazione del pudore e della morale pubblica e per blasfemia. Perse anche la sua posizione di stenografo al Parlamento norvegese. Jæger fu difeso in tribunale dall'avvocato Ludvig Meyer.
L'anno successivo fu costretto a fuggire dalla Norvegia. Era stato condannato ad altri 150 giorni di prigione dopo che il governo norvegese aveva appreso che aveva inviato 300 copie di Fra Kristiania-bohêmen in Svezia con la scusa che fosse un volume di storie natalizie.
Fu amico di Edvard Munch e fu il soggetto di uno dei suoi  quadri, dipinto in tutta fretta nella stanza in affitto di un amico comune.

## Biografia
Jæger nacque a Drammen, figlio di Nicolai Henrik Jæger (1818–1864) e Othilia Henriette Elisabeth Foss (1825–1868) e fratello maggiore dell'economista sociale Oskar Jæger (1863-1933). Hans crebbe a Bergen, divenne marinaio all'età di 14 anni, s'immatricolò all'università nel 1875 e ottenne un posto come oratore parlamentare. Studiò filosofia, in particolare Kant, Fichte, Hegel, ma studiò anche il Naturalismo, come fece Émile Zola. Fu più un teorico che un grande artista, come sostennero Harald e Edvard Beyer.
Jæger debuttò con un trattato filosofico sulla critica della ragione di Kant, che fu pubblicato nel 1878 insieme alle poesie del suo amico Gunnar Heiberg. Jæger sottolineò che la filosofia di Kant portava all'idealismo pratico. Nell'Associazione studentesca si dichiarò sostenitore del determinismo e rifiutò ogni moralità e religione. Scrisse due drammi, Olga (1883) e En intellektuel Forførelse (1884). Con le sue tesi intransigenti sul suicidio e sulla metafisica, Jæger si avvicinò all'anarchismo a cavallo del secolo.

## Pensiero
Hans Jæger divenne eroicamente famoso per due interventi all'Associazione operaia di Kristiania, in cui dichiarò che il matrimonio e l'ingiustizia sociale fossero i due mali della società. Senza l'amore libero e il socialismo non sarebbe stato possibile abolire l'immoralità, soprattutto perché il matrimonio - contratto economico più che unione sentimentale - impediva alle persone di vivere una vita più ricca.
Ispirato dal naturalismo, dalla poesia deterministica, Jæger volle descrivere l'influenza delle condizioni sociali sull'individuo dal punto di vista della propria esperienza personale. Il romanzo autobiografico Fra Kristiania-Bohêmen fu immediatamente sequestrato e lo stesso Jæger nel 1886 fu condannato a una grossa multa e a 60 giorni di carcere. Perse anche la sua posizione di stenografo in parlamento. Jæger aveva precedentemente pubblicato una recensione del libro, in cui rivendicava il diritto della letteratura di scrivere sulla prostituzione e sulla doppia morale alla base del sistema legislativo della prostituzione pubblica.
Poiché il sequestro ebbe luogo durante il governo radicale-liberale di Sverdrup, ciò portò a un dibattito, soprattutto all'interno dei circoli radicali, sul ruolo dell'arte nella società e sui limiti della libertà di espressione.
Come persona Jæger era spietatamente onesto, moderatamente ironico, dialetticamente educato e cercava la verità, ma allo stesso tempo era un idealista e un fanatico che sacrificò la sua intera esistenza sociale per le sue opinioni. Dopo essere stato privato del suo lavoro di stenografo ed essergli stato negato di studiare in Norvegia, si recò disilluso a Parigi, dove continuò i suoi studi di filosofia.
Nel 1906 pubblicò un libro dal titolo ironico La Bibbia dell'anarchia. Influenzato sia dal marxismo che dall'anarchismo di Kropotkin, analizzò il salto dell'Est nel capitalismo, la sua crisi e il collegamento che ciò ebbe con la crisi agraria. Il libro critica il potere del denaro e proclama una rivoluzione anarchica come prerequisito per una vita migliore per l'umanità.
Nel 1907, Jæger fondò una rivista di lotta politica chiamata «Korsaren» con il sottotitolo «un organismo di lotta contro la politica dell'alleanza socialdemocratica e il parlamentarismo statale». La rivista era affiliata a un'organizzazione anarchica.
Aveva in progetto anche dei lavori su Jean-Jacques Rousseau - Pierre-Joseph Proudhon - Karl Marx, una "metafisica" e "l'anarchia della Bibbia", ma morì di cancro prima che uno qualsiasi di questi progetti fosse completato.
La sua vita e il suo radicalismo divennero un'ispirazione per gli artisti successivi, quali Edvard Munch, Jens Bjørneboe e Ketil Bjørnstad.

## Opere
- Kants fornuftskritik 1878
- Olga (dramma) 1883
- En intellektuel Forførelse (dramma) 1884
- Fra Kristiania-bohêmen 1885 
  - La bohème di Kristiania, trad. it. Luca Taglianetti, Lindau, Torino, 2020 (ISBN 9788833534718)
- Julefortællinger av Hans Jæger (in realtà il secondo volume di Fra Kristiania-bohêmen) 1886
- Albertine (conChristian Krohg) 1886
- Min forsvarstale i høyesterett 1886
- Kristianiabilleder 1888
- Novelletter 1889
- Bohemens erotiske bekjennelser
  - Syk kjærlihet (parte 1) 1893
  - Bekjendelser (parte 2) 1902
  - Fængsel og fortvilelse (parte 3) 1903
- Anarkiets bibel 1906
- Socialismens ABC (scritto tra il 1906 e il 1910, mai completato)